# Baldaquí

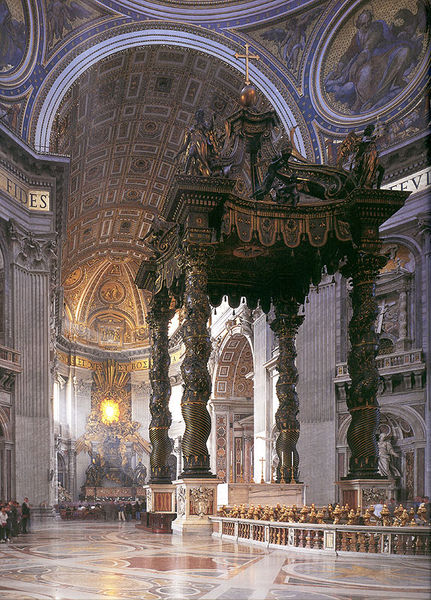
Baldaquí de Sant Pere del Vaticà

Un baldaquí és un dosser que se situa sobre el tron dels reis, un objecte religiós o un altar per fer-lo destacar i honorar-lo. El nom fa referència a la ciutat de Baldac o Baldacco, denominació medieval de Bagdad, d'on provenien els valuosos teixits de seda, molt elaborats, amb què sovint es feien els baldaquins.
Per extensió, el mot baldaquí s'aplica també als edicles o templets que cobreixen els altars de les esglésies cristianes, com el baldaquí de Bernini a Sant Pere del Vaticà.

## Història

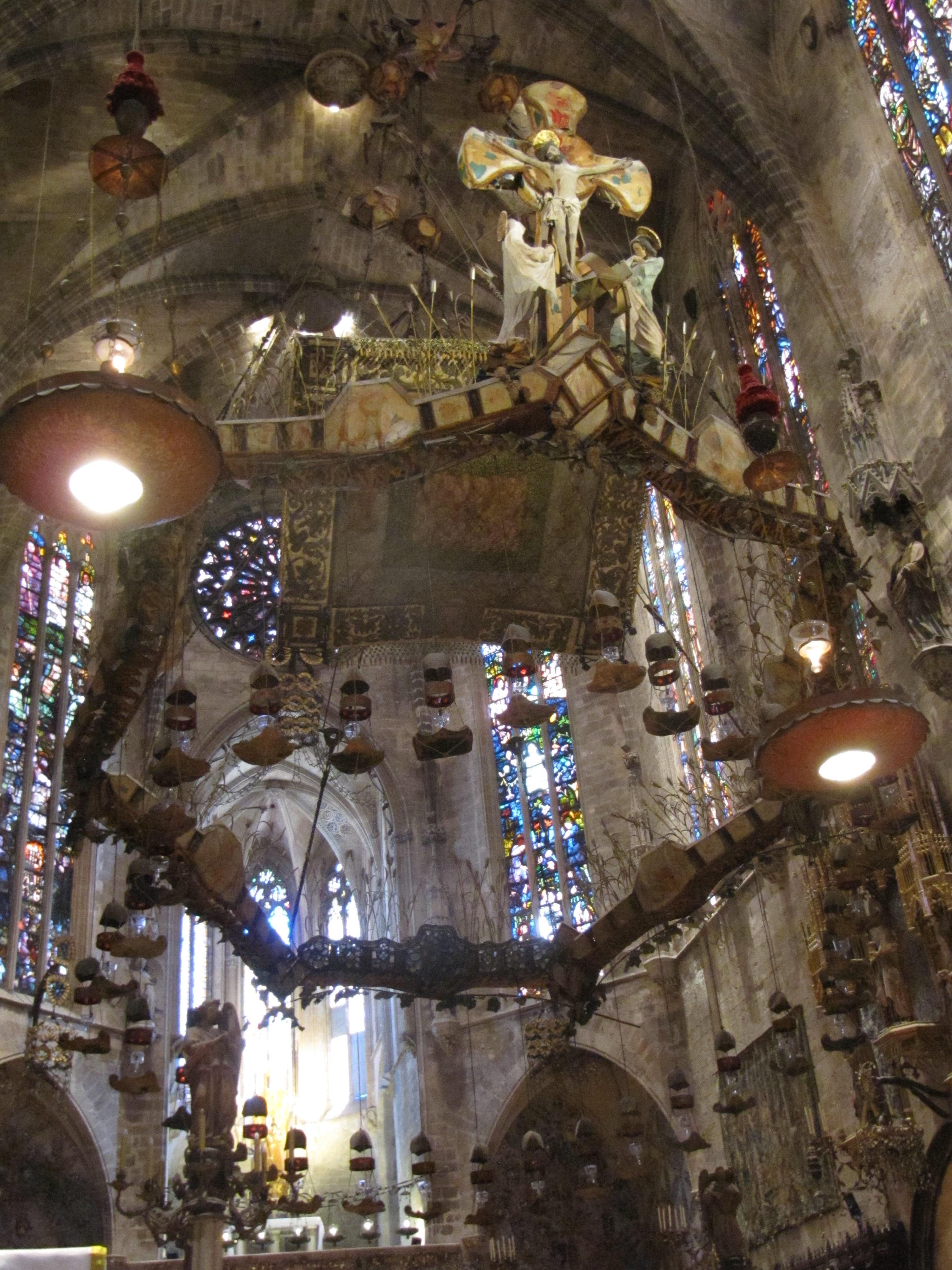
Baldaquí suspès damunt de l'altar major de la Catedral de Mallorca, concebut per Antoni Gaudí

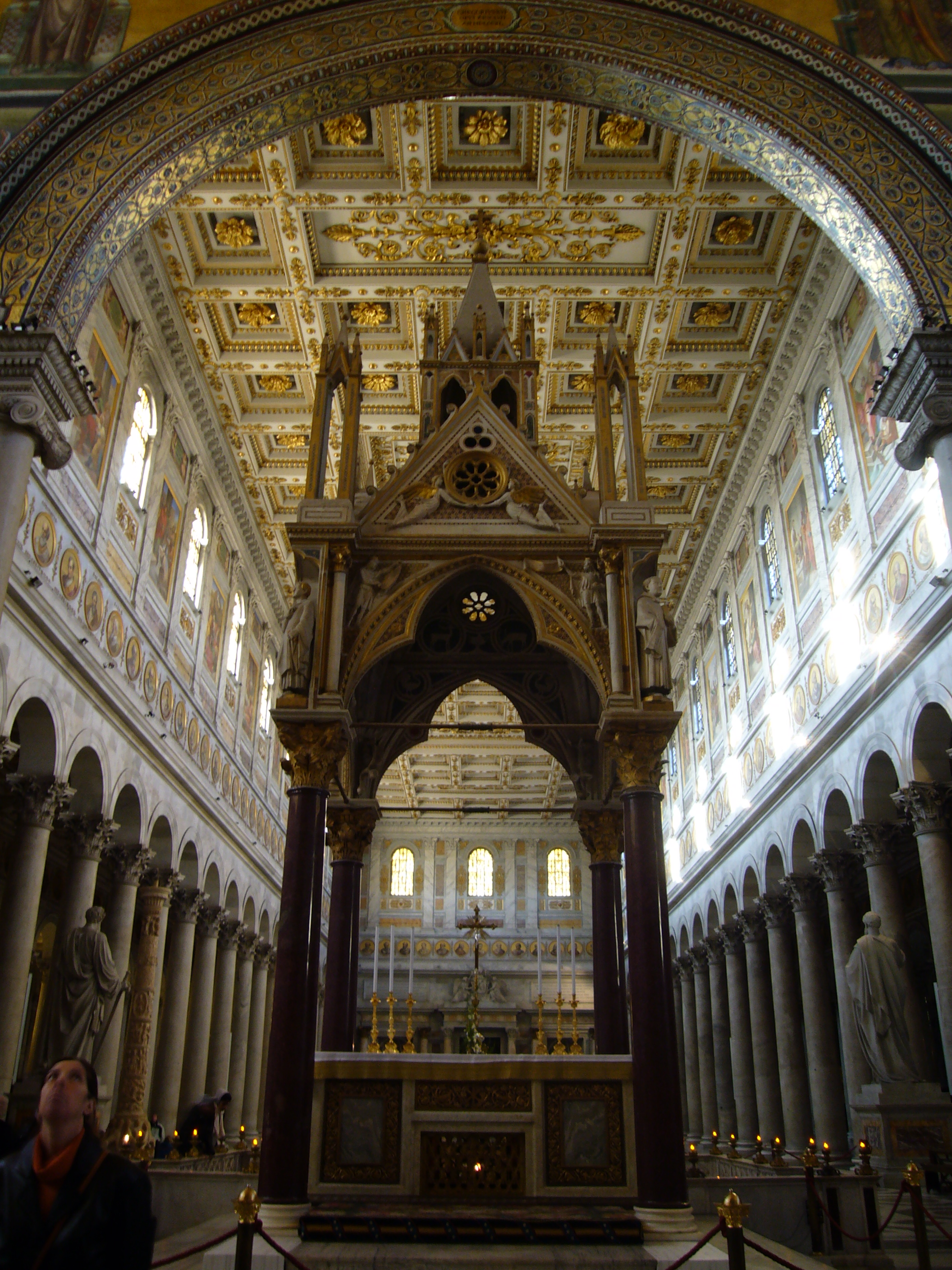
Baldaquí de Sant Pau Extramurs, a Roma, obra d'Arnolfo di Cambio

L'origen dels baldaquins, anomenats també ciboris, tabernacles, dossers o pavellons, prové d'Orient, i van néixer amb la idea de resguardar les persones de gran autoritat, en un sentit honorífic i protector, ja que es col·locaven damunt els trons dels monarques.
Aquest costum antic fou adoptat a les esglésies cristianes per tal de dignificar l'altar com a centre de la celebració litúrgica.
El baldaquí era un element habitual en les primeres basíliques cristianes. Un dels més antics baldaquins que s'ha pogut conservar íntegrament és el que es troba a la Basílica de Sant Apol·linar in Classe de Ravenna, del segle ix. Consta que l'emperador Justinià també va manar fer un gran baldaquí per a l'església de Santa Sofia (Istanbul).
A Itàlia, la tradició dels baldaquins iniciada als primers temps del cristianisme es manté durant tota l'edat mitjana. Destaquen, per exemple, el baldaquí de la Basílica de Sant Pau Extramurs, obra d'Arnolfo di Cambio i el de Sant Joan del Laterà. És igualment notable el de la basílica de Sant Marc de Venècia, del segle xiii. Del segle xiii és també el baldaquí de la Basílica Eufrasiana, a Croàcia.
A Catalunya s'han conservat diverses obres de pintura sobre taula d'època romànica que havien servit com a baldaquins. Es tracta de taules de fusta pintada que eren suportades damunt de l'altar per bigues travesseres. Destaquen el Baldaquí de Tost i el Baldaquí de Ribes. La biga de Cruïlles i la Biga de la Passió també formaven part un baldaquí. Aquesta tipologia anomenada baldaquí-plafó era molt característica de Catalunya però pràcticament desconeguda a la resta d'Europa.
Segons algunes hipòtesis, l'excepcional Tapís de la Creació de Girona també podia haver servit com a baldaquí.
D'època gòtica destaca, a Catalunya, el baldaquí d'argent que cobreix l'altar major de la Catedral de Girona.
El desenvolupament monumental dels retaules a partir dels segles del gòtic resta protagonisme als baldaquins tot i que, en alguns casos, aquests també esdevenen construccions monumentals. L'exemple més important és, sens dubte, el baldaquí de Bernini a Sant Pere del Vaticà.
L'evolució de l'art als segles xix i xx comporta, per una banda, la recuperació de la tradició dels baldaquins en clau historicista i de l'altra banda la transformació dels baldaquins en estructures penjades damunt l'altar, coronant-lo. N'és un exemple molt representatiu el baldaquí concebut per Gaudí per a la Catedral de Mallorca, que inspira el de la Sagrada Família de Barcelona. També ho és la corona-baldaquí de la basílica del Monestir de Montserrat realitzada l'any 1961.